# Кери Уошингтън
Кери Мариса Уошингтън (на английски: Kerry Marisa Washington) е американска актриса.

## Образование
Уошингтън е родена на 31 януари 1977 г. в семейството на професор и брокер на недвижими имоти. Като дете Кери Уошингтън посещава младежки театър в Ню Йорк, където изиграва няколко успешни роли на сцената. Съвестна и отговорна ученичка младата звезда получава място в известния Йейлски университет, но решава да остане в университета „Джордж Вашингтон“, където се дипломира със специалност Антропология и социология. Тази специалност не пречи на Кери да продължи уроците си по актьорско майсторство и така да усъвършенства уменията си.

## Личен живот
Актрисата е известна с това, че не обича да говори за личния си живот. Известно е, че от 2004 г. до 2007 г. е сгодена за колегата си Дейвид Москоу. През юни 2013 г. Уошингтън сключва брак с американския футболен защитник Намди Азомуга на тайна церемония. От него тя очаква и първото си дете.

## Филми и сериали
| Филми                                                                      | Година |
| -------------------------------------------------------------------------- | ------ |
| Колите 3 (Cars 3)                                                          | 2017   |
| Джанго без окови (Django Unchained)                                        | 2012   |
| Опасен Съсед (Lakeview Terasse)                                            | 2008   |
| Чудо в Св. Ана (Miracle at St. Anna)                                       | 2008   |
| Фантастичната четворка и Сребърният сърфист (4: Rise of the Silver Surfer) | 2007   |
| Мисля, че обичам жена си (I Think I Love My Wife)                          | 2007   |
| Последният крал на Шотландия (The Last King of Scotland)                   | 2006   |
| The Dead Girl (The Dead Girl)                                              | 2006   |
| Малък човек (Little Man)                                                   | 2006   |
| Мистър и мисис Смит (Mr. & Mrs. Smith)                                     | 2005   |
| Фантастичната четворка (Fantastic Four)                                    | 2005   |
| На ринга (Against the Ropes)                                               | 2004   |
| Рей (Ray)                                                                  | 2004   |
| Скрити белези (The Human Stain)                                            | 2003   |
| Съединените щати на Лиланд (The United States of Leland)                   | 2003   |
| Гадна компания (Bad Company)                                               | 2002   |
| Запази последния танц (Save the Last Dance)                                | 2001   |

| Сериали           | Година |
| ----------------- | ------ |
| Скандал (Scandal) | 2012   |

Сериалът „Скандал“ е първият от близо 40 години, в който чернокожа актриса е в главната роля. Кери Уошингтън се превъплъщава в ролята Оливия Поуп – бивш медиен консултант на американския президент. Тя напуска Белия дом, за да открие собствена фирма за справяне с кризисни ситуации и решаване на проблеми. Оливия Поуп (Кери Уошингтън) брани и защитава обществения имидж на елита на американската нацията, както и умело пази тайните му. Въпреки че се надява да започне нова страница от живота си - и в личен, и в професионален план, тя не успява напълно да скъса връзките с миналото. С времето става ясно, че дори служителите ѝ, които са специалисти по оправяне на чужди каши, не могат да се справят с кашата в собствения си живот. Режисьор на сериала е Шонда Раймс, а на Кери Уошингтън партнират още: Мери Остроу, Лайла Айад, Хенри йен Кюсък, Гилермо Диас, Тони Голдуин и др.